# 阿聂尔·德赛
阿聂尔·德赛（英語：Anil Desai，1957年5月2日—）是印度湿婆军政治人物，联邦院议员，他擅於运营选举、法律事务和后台活动。此外，他还在管理政党资源及创作口号上发挥重要的作用，「UTha Maharashtra」（醒來，馬哈拉施特拉）的口號即是由他所設計。

## 职位
- 2002年：全印度党（All India Party）湿婆军书记[4]
- 2012年：联邦院议员（第一期），公共事业委员会成员
- 2014年：城市发展委员会成员
- 2018年：联邦院议员（第二期）[5]